# Millerville (Alabama)
Millerville es un lugar designado por el censo ubicado en el condado de Clay en el estado estadounidense de Alabama. En el Censo de 2010 tenía una población de 278 habitantes y una densidad poblacional de 25,7 personas por km².

## Geografía
Millerville se encuentra ubicado en las coordenadas 33°11′29″N 85°55′47″O / 33.19139, -85.92972. Según la Oficina del Censo de los Estados Unidos, Millerville tiene una superficie total de 17.41 km², de la cual 17.35 km² corresponden a tierra firme y (0.33%) 0.06 km² es agua.

## Demografía
Según el censo de 2010, había 278 personas residiendo en Millerville. La densidad de población era de 25,7 hab./km². De los 278 habitantes, Millerville estaba compuesto por el 91.73% blancos, el 7.55% eran afroamericanos, el 0% eran amerindios, el 0.72% eran asiáticos, el 0% eran isleños del Pacífico, el 0% eran de otras razas y el 0% pertenecían a dos o más razas. Del total de la población el 0% eran hispanos o latinos de cualquier raza.